# Hanae Shibata
Hanae Shibata (柴田 華絵 (Shibata Hanae?); Kitakyūshū, 27 luglio 1992) è una calciatrice giapponese, centrocampista dell'Urawa Reds.

## Carriera

### Club
Dopo essersi diplomata al liceo, è entrata a far parte delle Urawa Red Diamonds nel 2011. È stata selezionata come Best Eleven nella stagione 2015.

### Nazionale
Nell'agosto 2012, Shibata è stata selezionata nella squadra nazionale giapponese Under-20 per la Coppa del Mondo Under 20 del 2012. Ha giocato 6 partite e segnato 3 gol, e il Giappone ha vinto il 3º posto. Shibata è stata nominata giovane calciatrice asiatica del 2012. Nell'agosto 2015 è stata selezionata per la nazionale giapponese per la Coppa dell'Asia orientale 2015. In questa competizione, il 4 agosto, ha debuttato contro la Corea del Sud.

## Statistiche[2][3]
| Cronologia completa delle presenze e delle reti in nazionale ― Giappone | Cronologia completa delle presenze e delle reti in nazionale ― Giappone | Cronologia completa delle presenze e delle reti in nazionale ― Giappone | Cronologia completa delle presenze e delle reti in nazionale ― Giappone | Cronologia completa delle presenze e delle reti in nazionale ― Giappone | Cronologia completa delle presenze e delle reti in nazionale ― Giappone | Cronologia completa delle presenze e delle reti in nazionale ― Giappone | Cronologia completa delle presenze e delle reti in nazionale ― Giappone |
| Data                                                                    | Città                                                                   | In casa                                                                 | Risultato                                                               | Ospiti                                                                  | Competizione                                                            | Reti                                                                    | Note                                                                    |
| ----------------------------------------------------------------------- | ----------------------------------------------------------------------- | ----------------------------------------------------------------------- | ----------------------------------------------------------------------- | ----------------------------------------------------------------------- | ----------------------------------------------------------------------- | ----------------------------------------------------------------------- | ----------------------------------------------------------------------- |
| 1-8-2015                                                                | Cina                                                                    | Giappone                                                                | 2 – 0                                                                   | Corea del Sud                                                           | Campionato di calcio della Federazione calcistica dell'Asia orientale   | -                                                                       |                                                                         |
| 4-8-2015                                                                | Cina                                                                    | Cina                                                                    | 2 – 1                                                                   | Giappone                                                                | Campionato di calcio della Federazione calcistica dell'Asia orientale   | -                                                                       |                                                                         |
| 8-8-2015                                                                | Cina                                                                    | Giappone                                                                | 2 – 4                                                                   | Corea del Nord                                                          | Campionato di calcio della Federazione calcistica dell'Asia orientale   | -                                                                       |                                                                         |
| Totale                                                                  |                                                                         | Presenze                                                                | 3                                                                       |                                                                         | Reti                                                                    | 0                                                                       |                                                                         |

## Palmarès

### Club
- Campionato giapponese: 2

Urawa Reds: 2014, 2020
- WE League Cup: 1

Urawa Reds: 2022-2023